# Katal
Das Katal (Einheitenzeichen: kat) ist die SI-Einheit der katalytischen Aktivität und damit der Enzymaktivität.

## Definition
Das Katal ist definiert als Substratumsatz von einem Mol pro Sekunde:
{\displaystyle \mathrm {1\,kat=1\,{\frac {mol}{s}}} \,.}
1 Katal bedeutet also: soviel Enzym, dass sich mit ihm als Katalysator 1 Mol Substrat pro Sekunde umsetzen lässt; die Stoffmenge des Enzyms kann dabei erheblich von 1 mol abweichen. 
Das Katal löst damit die zuvor (und auch heute noch) verwendete Enzymeinheit (U) ab. Diese ist definiert als:
{\displaystyle \mathrm {1\,U=1\,{\frac {\mu mol}{min}}={\frac {1}{60}}\mu kat\approx 16{,}67\,nkat\,} }.
Somit ist
{\displaystyle \mathrm {1\,kat=60\cdot 10^{6}\,U\,} }.

## Verwendung
In Deutschland ist das Katal seit 3. Oktober 2009 gesetzliche Einheit im Messwesen.
In der klinischen Chemie werden katalytische Aktivitäten pro Volumen bei Standardbedingungen gemessen und dienen dann als Maß für die Enzymkonzentration. Für diese Verwendung ist weiterhin die Einheit {\displaystyle {\tfrac {U}{l}}} (d. h. Enzymeinheit pro Liter) gebräuchlich.

## Geschichte
Der Name Katal wurde 1972 von der Enzymkommission der IUB (International Union of Biochemistry) als SI-Maßeinheit für die Enzymaktivität vorgeschlagen. Sie wurde 1999 in den Katalog der abgeleiteten SI-Einheiten aufgenommen.